# Gerhard Oestreich
Gerhard Oestreich (2. května 1910 Zehden an der Oder – 5. února 1978 Kochel am See) byl německý historik, který se proslavil především zavedením konceptu sociální disciplinace do historického myšlení 2. poloviny 20. století. Vyučoval na Svobodné univerzitě v Berlíně, na univerzitě v Hamburku a Univerzitě v Marburgu.

## Dílo
- Der brandenburgisch-preußische Geheime Rat vom Regierungsantritt des Großen Kurfürsten bis zu der Neuordnung im Jahre 1651. Eine behördengeschichtliche Studie, Würzburg-Aumühle 1937
- Die Idee der Menschenrechte in ihrer geschichtlichen Entwicklung, Düsseldorf 1951
- Geschichte der Menschenrechte und Grundfreiheiten im Umriß, Berlin 1968, ISBN 3-428-02092-8
- Das Reich - Habsburgische Monarchie - Brandenburg-Preußen von 1648 bis 1803 (Handbuch der europäischen Geschichte, Band IV), Stuttgart 1968
- Geist und Gestalt des frühmodernen Staates. Ausgewählte Aufsätze, Berlin 1969
- Friedrich Wilhelm der Große Kurfürst (Persönlichkeit und Geschichte, Band 65), Göttingen u.a. 1971
- Verfassungsgeschichte vom Ende des Mittelalters bis zum Ende des alten Reiches (Handbuch der deutschen Geschichte, Band XI), Stuttgart 1974 (div. Nachdrucke ISBN 3-423-04211-7)
- Strukturprobleme der frühen Neuzeit. Ausgewählte Aufsätze, hrsg. von Brigitta Oestreich, Berlin 1980, ISBN 3-428-04635-8